# Treno RENFE 100
Il treno RENFE 100 è un elettrotreno spagnolo che opera per conto della RENFE sulle linee ad alta velocità iberiche attraverso il servizio Alvia.
E'stato il primo treno ad alta velocità entrato in servizio in Spagna

## Storia
Questa classe ha vissuto direttamente tutti i cambiamenti legati alla creazione della nuova rete spagnola ad alta velocità.
Originariamente il progetto prevedeva di costruire la linea ad alta velocità verso l'Andalusia su un binario a scartamento iberico (quindi 1.668 mm). Si decise però di utilizzare lo scartamento a 1.435 mm per uniformarsi a quello che era lo scartamento nei paesi vicini. Ciò provocò dei ritardi nella consegna dei treni, predisposti appunto in origine per lo scartamento iberico.
Dopo varie modifiche contrattuali con Alstom e risarcimenti per ritardi sono stati consegnati tutti gli elettrotreni; Di questi però, per due terzi erano costruiti per viaggiare su binari a scartamento normale mentre si decise di lasciare 6 treni predisposti per viaggiare solo sullo scartamento iberico. I treni iberici divennero così i Renfe Classe 101 che operavano i servizi lungo il corridoio del Mediterraneo (questa tratta è oggi coperta dai più moderni RENFE Classe 130).
Il treno 100.015 ha stabilito uno dei record di velocità più importanti della Spagna, raggiungendo i 356,8 chilometri orari durante una test di prova.
Nel 2002 una delle vetture venne gravemente danneggiata in una collisione.
Questa classe ha servito quasi esclusivamente la linea ferroviaria ad alta velocità Madrid-Siviglia. Questi convogli sono stati utilizzati anche sulla linea ferroviaria ad alta velocità Madrid-Barcellona, ma solo per un breve periodo, fino all'introduzione della Classe RENFE 102. Le unità utilizzate sulla linea di Barcellona hanno dovuto cambiare i pantografi e installare il sistema ERTMS.
Nel 2007, dopo quindici anni di servizio, metà della vita utile prevista dei treni, l'intera flotta della Classe 100 è stata rinnovata.
Nel febbraio 2011, a causa delle pressioni finanziarie, RENFE ha annunciato che, invece di acquistare 10 nuovi treni per coprire la tratta Parigi-Madrid, avrebbe convertito i treni AVE Classe 100 per la tratta, per un costo di 30 milioni di euro.
Nel 2013 alcuni treni S100 sono stati modificati per l'omologazione francese rendendoli compatibili con il sistema di segnalamento francese e quindi in grado di attraversare il confine francese. L'obiettivo è creare un servizio ferroviario tra le principali città francesi e le principali città spagnole (Madrid e Barcellona). I treni S100 hanno effettuato questo servizio dal 2013, in seguito alla cancellazione dei servizi notturni da Parigi a Madrid e Barcellona, fino al 2022.

## Caratteristiche
La Serie 100 è derivata direttamente dai treni TGV Atlantique che operano in Francia. Otto treni sono stati prodotti dalla Alstom mentre i restanti dalla CAF .
Un treno della Serie 100 è composto da due motrici capaci di erogare 4.400 kW con due carrelli motorizzati ciascuna e otto carrozze passeggeri con carrelli condivisi.
Dispone sia del sistema di segnalamento ASFA 200 (utilizzato in Spagna) che del Linienzugbeeinflussung (utilizzato in Germania e Spagna). Inoltre, dal 2004 nove treni hanno installato il sistema ERTMS, oltre a due carrozze extra e sistemi di raffreddamento appositamente adattati alle temperature spagnole.